# 克萊夫 (愛荷華州)
克萊夫（英語：Clive）是一個位於美國愛荷華州波爾克縣和達拉斯縣的城市。

## 地理
克萊夫的座標為41°36′00″N 93°47′00″W / 41.60000°N 93.78333°W，而該地的平均海拔高度為254米（即833英尺）。

## 人口
根據2010年美國人口普查的數據，克萊夫的面積為19.97平方千米，當中陸地面積為19.66平方千米，而水域面積為0.31平方千米。當地共有人口15447人，而人口密度為每平方千米773人。